# Giro di Romandia 2009
Il Giro di Romandia 2009, sessantatreesima edizione della corsa, valevole come dodicesima prova del calendario mondiale UCI 2009, si svolse in cinque tappe dal 28 aprile al 3 maggio 2009 precedute da un cronoprologo, per un percorso totale di 571,9 km. Fu vinto dal ceco Roman Kreuziger in 14h20'14".

## Tappe
| Tappa  | Data      | Percorso                                                | km    | Vincitore di tappa      | Leader cl. generale |
| ------ | --------- | ------------------------------------------------------- | ----- | ----------------------- | ------------------- |
| Prol.  | 28 aprile | Losanna (Cron. individuale)                             | 3,1   | František Raboň         | František Raboň     |
| 1ª     | 29 aprile | Montreux > Friburgo                                     | 87,6  | Ricardo Serrano         | Grégory Rast        |
| 2ª     | 30 aprile | La Chaux-de-Fonds > La Chaux-de-Fonds                   | 161,5 | Óscar Freire            | Grégory Rast        |
| 3ª     | 1º maggio | Yverdon-les-Bains > Yverdon-les-Bains (Cron. a squadre) | 14,8  | Team Columbia-High Road | František Raboň     |
| 4ª     | 2 maggio  | Estavayer-le-Lac > Sainte-Croix                         | 157,5 | Roman Kreuziger         | Roman Kreuziger     |
| 5ª     | 3 maggio  | Aubonne > Ginevra                                       | 150,5 | Óscar Freire            | Roman Kreuziger     |
| Totale | Totale    | Totale                                                  | 571,9 |                         |                     |

## Squadre e corridori partecipanti
| N.    | Cod. | Squadra                 |
| ----- | ---- | ----------------------- |
| 1-8   | AST  | Astana                  |
| 11-18 | QST  | Quick Step              |
| 21-28 | SAX  | Team Saxo Bank          |
| 31-38 | CTT  | Cervélo TestTeam        |
| 41-48 | KAT  | Team Katusha            |
| 51-58 | THR  | Team Columbia-High Road |
| 61-68 | SIL  | Silence-Lotto           |
| 71-78 | GCE  | Caisse d'Epargne        |
| 81-88 | RAB  | Rabobank                |
| 91-98 | LIQ  | Liquigas                |

| N.      | Cod. | Squadra                          |
| ------- | ---- | -------------------------------- |
| 101-108 | LAM  | Lampre-N.G.C.                    |
| 111-118 | EUS  | Euskaltel-Euskadi                |
| 121-128 | GRM  | Team Garmin-Slipstream           |
| 131-138 | FDJ  | Française des Jeux               |
| 141-148 | ALM  | AG2R La Mondiale                 |
| 151-158 | MRM  | Team Milram                      |
| 161-168 | BBO  | Bbox Bouygues Telecom            |
| 171-178 | COF  | Cofidis, le Crédit par Téléphone |
| 181-188 | FUJ  | Fuji-Servetto                    |
| 191-198 | BMC  | BMC Racing Team                  |

## Dettagli delle tappe

### Prologo
- 28 aprile: Losanna – Cronometro individuale – 3,1 km

Risultati
| Pos. | Corridore          | Squadra      | Tempo |
| ---- | ------------------ | ------------ | ----- |
| 1    | František Raboň    | High Road    | 3'44" |
| 2    | Sandy Casar        | F. des Jeux  | a 2"  |
| 3    | Alejandro Valverde | C. d'Epargne | a 3"  |

| Pos. | Corridore          | Squadra      | Tempo |
| ---- | ------------------ | ------------ | ----- |
| 1    | František Raboň    | High Road    | 3'44" |
| 2    | Sandy Casar        | F. des Jeux  | a 2"  |
| 3    | Alejandro Valverde | C. d'Epargne | a 3"  |

### 1ª tappa

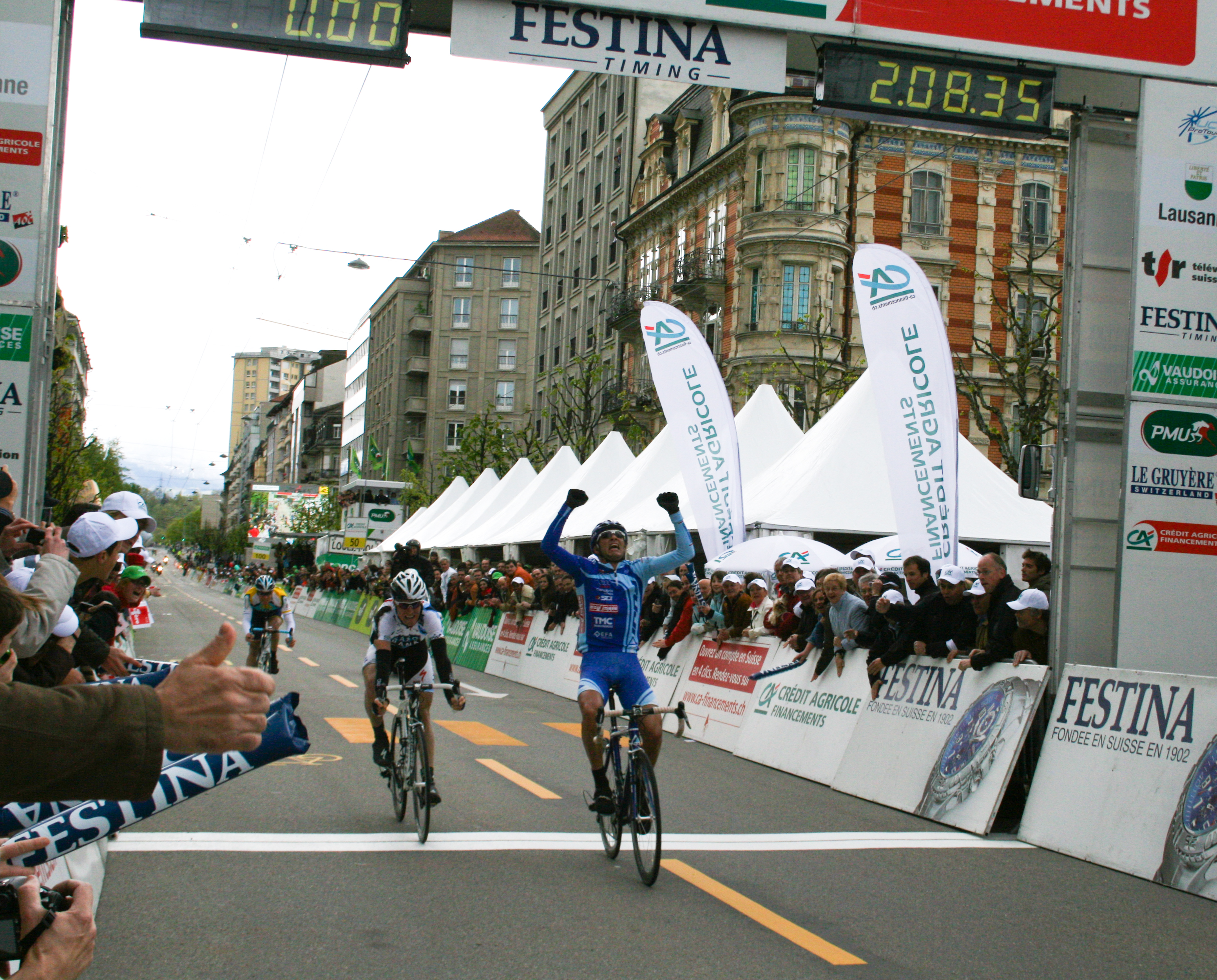
L'arrivo vittorioso di Ricardo Serrano a Friburgo

- 29 aprile: Montreux > Friburgo – 87,6 km[1]

Risultati
| Pos. | Corridore       | Squadra       | Tempo    |
| ---- | --------------- | ------------- | -------- |
| 1    | Ricardo Serrano | Fuji-Servetto | 2h08'35" |
| 2    | Lars Bak        | Saxo Bank     | s.t.     |
| 3    | Grégory Rast    | Astana        | s.t.     |

| Pos. | Corridore       | Squadra       | Tempo    |
| ---- | --------------- | ------------- | -------- |
| 1    | Grégory Rast    | Astana        | 2h12'17" |
| 2    | Ricardo Serrano | Fuji-Servetto | a 5"     |
| 3    | Lars Bak        | Saxo Bank     | a 12"    |

### 2ª tappa
- 30 aprile: La Chaux-de-Fonds > La Chaux-de-Fonds – 161,5 km

Risultati
| Pos. | Corridore       | Squadra   | Tempo    |
| ---- | --------------- | --------- | -------- |
| 1    | Óscar Freire    | Rabobank  | 4h06'56" |
| 2    | František Raboň | High Road | s.t.     |
| 3    | Asan Bazaev     | Astana    | s.t.     |

| Pos. | Corridore       | Squadra       | Tempo    |
| ---- | --------------- | ------------- | -------- |
| 1    | Grégory Rast    | Astana        | 6h19'13" |
| 2    | Ricardo Serrano | Fuji-Servetto | a 5"     |
| 3    | Lars Bak        | Saxo Bank     | a 12"    |

### 3ª tappa

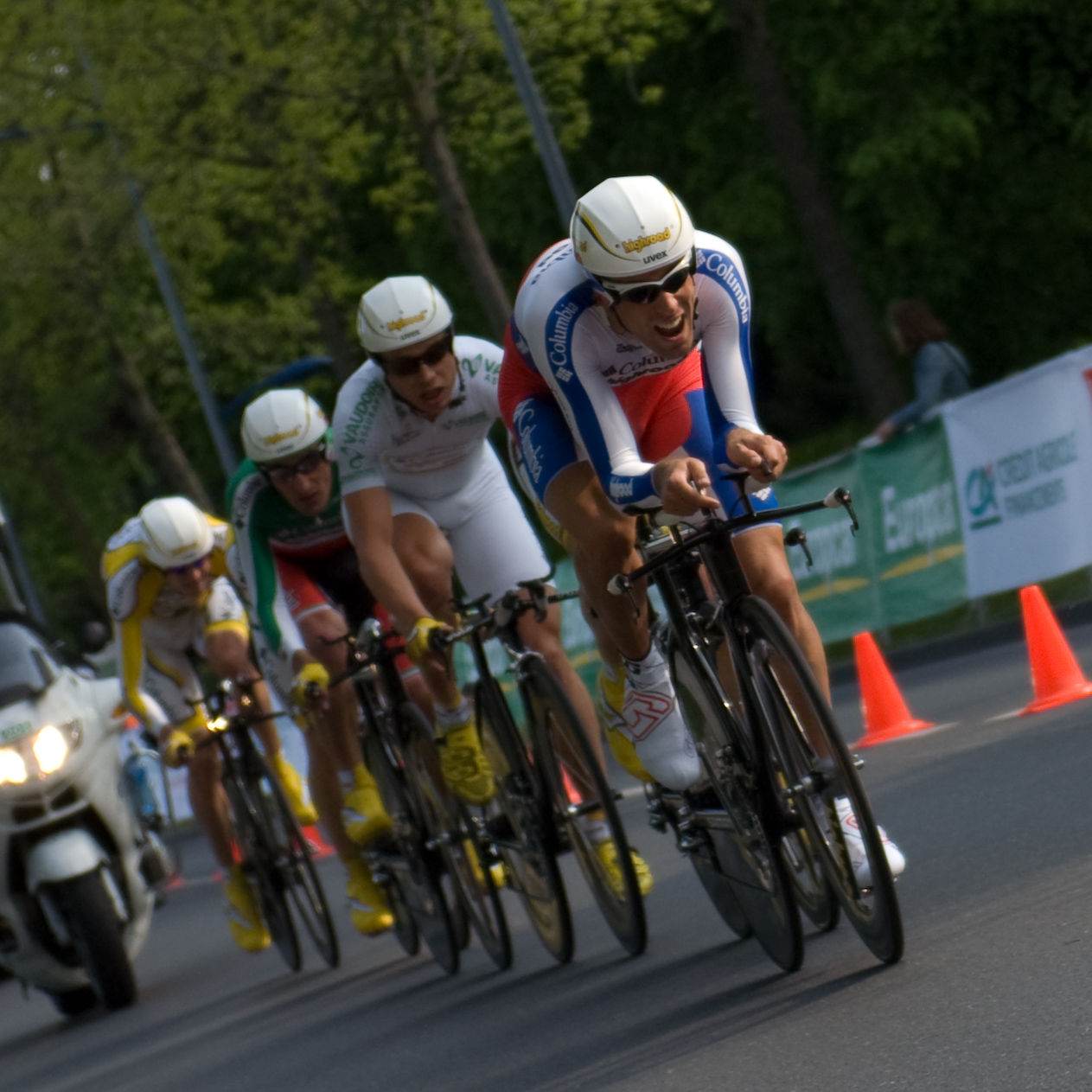
Il Team Columbia-High Road impegnato nella cronometro a squadre

- 1º maggio: Yverdon-les-Bains > Yverdon-les-Bains – Cronometro a squadre – 14,8 km

Risultati
| Pos. | Squadra                 | Tempo  |
| ---- | ----------------------- | ------ |
| 1    | Team Columbia-High Road | 18'37" |
| 2    | Caisse d'Epargne        | a 10"  |
| 3    | Team Saxo Bank          | a 16"  |

| Pos. | Corridore       | Squadra   | Tempo    |
| ---- | --------------- | --------- | -------- |
| 1    | František Raboň | High Road | 6h19'13" |
| 2    | Lars Bak        | Saxo Bank | a 1"     |
| 3    | Tony Martin     | High Road | a 8"     |

### 4ª tappa
- 2 maggio: Estavayer-le-Lac > Sainte-Croix – 157,5 km

Risultati
| Pos. | Corridore       | Squadra      | Tempo    |
| ---- | --------------- | ------------ | -------- |
| 1    | Roman Kreuziger | Liquigas     | 4h11'44" |
| 2    | Rein Taaramäe   | Cofidis      | s.t.     |
| 3    | Vladimir Karpec | Team Katusha | a 7"     |

| Pos. | Corridore       | Squadra      | Tempo     |
| ---- | --------------- | ------------ | --------- |
| 1    | Roman Kreuziger | Liquigas     | 10h50'25" |
| 2    | Vladimir Karpec | Team Katusha | a 18"     |
| 3    | Rein Taaramäe   | Cofidis      | a 25"     |

### 5ª tappa
- 3 maggio: Aubonne > Ginevra – 150,5 km

Risultati
| Pos. | Corridore       | Squadra   | Tempo    |
| ---- | --------------- | --------- | -------- |
| 1    | Óscar Freire    | Rabobank  | 3h29'49" |
| 2    | Tyler Farrar    | Garmin    | s.t.     |
| 3    | Koldo Fernández | Euskaltel | s.t.     |

| Pos. | Corridore       | Squadra      | Tempo     |
| ---- | --------------- | ------------ | --------- |
| 1    | Roman Kreuziger | Liquigas     | 14h20'14" |
| 2    | Vladimir Karpec | Team Katusha | a 18"     |
| 3    | Rein Taaramäe   | Cofidis      | a 25"     |

## Evoluzione delle classifiche
| Tappa              | Vincitore               | Classifica generale Maglia gialla | Classifica a punti Maglia verde | Classifica scalatori Maglia rosa | Classifica giovani Maglia bianca | Premio combattività Maglia rossa | Classifica a squadre    |
| ------------------ | ----------------------- | --------------------------------- | ------------------------------- | -------------------------------- | -------------------------------- | -------------------------------- | ----------------------- |
| Prol.              | František Raboň         | František Raboň                   | Non assegnata                   | Non assegnata                    | Tyler Farrar                     | František Raboň                  | Française des Jeux      |
| 1ª                 | Ricardo Serrano         | Grégory Rast                      | Grégory Rast                    | Ricardo Serrano                  | Tony Martin                      | Ricardo Serrano                  | Astana                  |
| 2ª                 | Óscar Freire            | Grégory Rast                      | Grégory Rast                    | Matthieu Sprick                  | Tony Martin                      | Matthieu Sprick                  | Astana                  |
| 3ª                 | Team Columbia-High Road | František Raboň                   | Grégory Rast                    | Matthieu Sprick                  | Tony Martin                      | Alexandre Moos                   | Team Columbia-High Road |
| 4ª                 | Roman Kreuziger         | Roman Kreuziger                   | Grégory Rast                    | Laurens ten Dam                  | Roman Kreuziger                  | Laurens ten Dam                  | Caisse d'Epargne        |
| 5ª                 | Óscar Freire            | Roman Kreuziger                   | Grégory Rast                    | Laurens ten Dam                  | Roman Kreuziger                  | Michael Schär                    | Caisse d'Epargne        |
| Classifiche finali | Classifiche finali      | Roman Kreuziger                   | Grégory Rast                    | Laurens ten Dam                  | Roman Kreuziger                  | David Moncoutié                  | Caisse d'Epargne        |

## Classifiche finali

### Classifica generale - Maglia gialla
| Pos. | Corridore          | Squadra       | Tempo     |
| ---- | ------------------ | ------------- | --------- |
| 1    | Roman Kreuziger    | LIQ           | 14h20'14" |
| 2    | Vladimir Karpec    | Team Katusha  | a 18"     |
| 3    | Rein Taaramäe      | Cofidis       | a 25"     |
| 4    | Alejandro Valverde | C. d'Epargne  | a 46"     |
| 5    | Rigoberto Urán     | C. d'Epargne  | a 48"     |
| 6    | Lars Bak           | Saxo Bank     | a 1'01"   |
| 7    | Cadel Evans        | Saxo Bank     | a 1'07"   |
| 8    | Tony Martin        | High Road     | a 1'08"   |
| 9    | Fredrik Kessiakoff | Fuji-Servetto | a 1'16"   |
| 10   | Kanstancin Siŭcoŭ  | High Road     | a 1'21"   |

### Classifica a punti - Maglia verde
| Pos. | Corridore        | Squadra     | Punti |
| ---- | ---------------- | ----------- | ----- |
| 1    | Grégory Rast     | Astana      | 15    |
| 2    | Florent Brard    | Cofidis     | 12    |
| 3    | Jérôme Coppel    | F. des Jeux | 9     |
| 4    | Sandy Casar      | F. des Jeux | 7     |
| 5    | Philippe Gilbert | Silence     | 6     |

### Classifica scalatori - Maglia rosa
| Pos. | Corridore       | Squadra       | Punti |
| ---- | --------------- | ------------- | ----- |
| 1    | Laurens ten Dam | Rabobank      | 36    |
| 2    | Matthieu Sprick | Bouygues Tel. | 28    |
| 3    | David Moncoutié | Cofidis       | 26    |
| 4    | Ricardo Serrano | Fuji-Servetto | 20    |
| 5    | Florent Brard   | Cofidis       | 20    |

### Classifica giovani - Maglia bianca
| Pos. | Corridore       | Squadra      | Tempo     |
| ---- | --------------- | ------------ | --------- |
| 1    | Roman Kreuziger | Liquigas     | 14h20'14" |
| 2    | Rein Taaramäe   | Cofidis      | a 25"     |
| 3    | Rigoberto Urán  | C. d'Epargne | a 48"     |
| 4    | Tony Martin     | High Road    | a 1'08"   |
| 5    | Mathias Frank   | BMC          | a 1'27"   |

### Classifica a squadre
| Pos. | Squadra          | Tempo |
| ---- | ---------------- | ----- |
| 1    | Caisse d'Epargne |       |
| 2    | Astana           |       |
| 3    | Fuji-Servetto    |       |
| 4    | AG2R La Mondiale |       |
| 5    | Silence-Lotto    |       |

## Punteggi UCI
| Pos. | Corridore          | Squadra       | Punti |
| ---- | ------------------ | ------------- | ----- |
| 1    | Roman Kreuziger    | Liquigas      | 108   |
| 2    | Vladimir Karpec    | Team Katusha  | 82    |
| 3    | Rein Taaramäe      | Cofidis       | 74    |
| 4    | Alejandro Valverde | C. d'Epargne  | 62    |
| 5    | Rigoberto Urán     | C. d'Epargne  | 50    |
| 6    | Lars Bak           | Saxo Bank     | 44    |
| 7    | Cadel Evans        | Silence       | 30    |
| 8    | Tony Martin        | High Road     | 21    |
| 9    | Óscar Freire       | Rabobank      | 12    |
| 10   | Fredrik Kessiakoff | Fuji-Servetto | 11    |
| 11   | František Raboň    | High Road     | 10    |
| 12   | Ricardo Serrano    | Fuji-Servetto | 6     |
| 13   | Tyler Farrar       | Garmin        | 5     |
| 14   | Sandy Casar        | F. des Jeux   | 4     |
| 15   | Kanstancin Siŭcoŭ  | High Road     | 4     |
| 16   | Koldo Fernández    | Euskaltel     | 2     |
| 17   | Asan Bazaev        | Astana        | 2     |
| 18   | Grégory Rast       | Astana        | 2     |
| 19   | Haimar Zubeldia    | Astana        | 1     |
| 20   | Daniel Martin      | Garmin        | 1     |
| 21   | Mikel Astarloza    | Euskaltel     | 1     |
| 22   | Philippe Gilbert   | Silence       | 1     |
| 23   | Nico Sijmens       | Cofidis       | 1     |

| Pos. | Squadra                          | Punti |
| ---- | -------------------------------- | ----- |
| 1    | Caisse d'Épargne                 | 112   |
| 2    | Liquigas                         | 108   |
| 3    | Team Katusha                     | 82    |
| 4    | Cofidis, le Crédit par Téléphone | 75    |
| 5    | Team Saxo Bank                   | 44    |
| 6    | Team Columbia-High Road          | 35    |
| 7    | Silence-Lotto                    | 31    |
| 8    | Fuji-Servetto                    | 17    |
| 9    | Rabobank                         | 12    |
| 10   | Team Garmin-Slipstream           | 6     |
| 11   | Astana                           | 5     |
| 12   | Française des Jeux               | 4     |
| 13   | Euskaltel-Euskadi                | 3     |

| Pos. | Nazione     | Punti |
| ---- | ----------- | ----- |
| 1    | Rep. Ceca   | 118   |
| 2    | Spagna      | 83    |
| 3    | Russia      | 82    |
| 4    | Estonia     | 74    |
| 5    | Colombia    | 50    |
| 6    | Danimarca   | 44    |
| 7    | Australia   | 30    |
| 8    | Germania    | 21    |
| 9    | Svezia      | 11    |
| 10   | Stati Uniti | 5     |
| 11   | Francia     | 4     |
| 12   | Bielorussia | 4     |
| 13   | Kazakistan  | 2     |
| 13   | Svizzera    | 2     |
| 13   | Belgio      | 2     |
| 13   | Irlanda     | 1     |